# Molophilus paucispinus
Molophilus paucispinus är en tvåvingeart som beskrevs av Alexander 1957. Molophilus paucispinus ingår i släktet Molophilus och familjen småharkrankar. Inga underarter finns listade i Catalogue of Life.